# Adolph Richter (Regierungsrat)
Adolph Richter (* 27. Dezember 1803 in Halle (Saale); † 20. November 1864 in Potsdam) war ein deutscher Beamter und Politiker.

## Leben
Richter studierte von 1822 bis 1826 Rechts- und Kameralwissenschaften in Halle. Von 1827 bis 1832 arbeitete er als Regierungsreferendar in Potsdam, danach bis 1837 als Regierungsassessor, zunächst in Potsdam und seit 1834 in Danzig. Von 1837 bis zu seinem Tod war er als Regierungsrat, zunächst in Danzig und ab 1849 erneut in Potsdam tätig.
Vom 6. Juni 1848 bis 21. Mai 1849 war Richter für den Wahlkreis der Provinz Preußen in Schöneck Mitglied der Frankfurter Nationalversammlung in der Fraktion Casino.